# Hải Dương, Huế
Hải Dương là một xã cũ thuộc thành phố Huế, tỉnh Thừa Thiên Huế, Việt Nam.

## Địa lý
Xã Hải Dương nằm ở phía bắc thành phố Huế, có vị trí địa lý:
- Phía đông giáp phường Thuận An với ranh giới là cửa Thuận An
- Phía tây giáp huyện Quảng Điền
- Phía nam giáp xã Hương Phong với ranh giới là phá Tam Giang.
- Phía bắc giáp Biển Đông.

Xã có diện tích 10,17 km², dân số năm 2020 là 6.963 người, mật độ dân số đạt 685 người/km².

## Hành chính
Xã Hải Dương được chia thành 6 thôn: Thai Dương Hạ Bắc, Thai Dương Hạ Nam, Thai Dương Hạ Trung, Thai Dương Thượng Đông, Thai Dương Thượng Tây, Vĩnh Trị.

## Lịch sử
Địa bàn xã Hải Dương trước đây là một phần xã Hương Hải thuộc huyện Hương Trà.
Ngày 11 tháng 3 năm 1977, huyện Hương Trà sáp nhập với các huyện Phong Điền và Quảng Điền thành huyện Hương Điền, xã Hương Hải thuộc huyện Hương Điền.
Ngày 11 tháng 9 năm 1981, Hội đồng Bộ trưởng ban hành Quyết định 64-HĐBT. Theo đó, sáp nhập xã Hương Hải vào thành phố Huế.
Ngày 6 tháng 1 năm 1983, Hội đồng Bộ trưởng ban hành Quyết định 03-HĐBT. Theo đó, chia xã Hương Hải thành 2 xã Thuận An và Hải Dương.
Ngày 29 tháng 9 năm 1990, Hội đồng Bộ trưởng ban hành Quyết định 345-HĐBT. Theo đó, chuyển xã Hải Dương về huyện Hương Trà vừa tái lập.
Ngày 15 tháng 11 năm 2011, huyện Hương Trà được chuyển thành thị xã Hương Trà, xã Hải Dương thuộc thị xã Hương Trà.
Ngày 27 tháng 4 năm 2021, Ủy ban Thường vụ Quốc hội ban hành Nghị quyết số 1264/NQ-UBTVQH14 (nghị quyết có hiệu lực từ ngày 1 tháng 7 năm 2021). Theo đó, chuyển xã Hải Dương trở lại thành phố Huế quản lý.
Ngày 30 tháng 11 năm 2024, Ủy ban Thường vụ Quốc hội ban hành Nghị quyết số 1314/NQ-UBTVQH15  về việc sắp xếp đơn vị hành chính cấp huyện, cấp xã của thành phố Huế giai đoạn 2023 – 2025 (nghị quyết có hiệu lực từ ngày 1 tháng 1 năm 2025). Theo đó:
Sáp nhập toàn bộ 9,69 km² diện tích tự nhiên, quy mô dân số 6.750 người của xã Hải Dương vào toàn bộ 16,28 km² diện tích tự nhiên, quy mô dân số 23.053 người của phường Thuận An.
Thành lập quận Thuận Hóa thuộc thành phố Huế. Phường Thuận An trực thuộc quận Thuận Hóa.